# Marie Hoeg
Marie Høeg, nata Marie Karoline Ludvikke Høeg (Langesund, 15 aprile 1866 – Oslo, 22 febbraio 1949), è stata una fotografa norvegese, e attivista per i diritti delle donne al suffragio universale.

## Biografia
Figlia del pescatore Hans Jacob e di Nielsine Bolette Nordby, cresciuta a Langesund, apprese i primi rudimenti fotografici a Brevik, allieva di un fotografo, per continuare ad approfondirli in Finlandia, dove visse dal 1890 al 1895 e dove aprì un atelier fotografico dapprima a Ekenäs (detto anche Tammisaari) e quindi ad Hanko. Potrebbe anche aver studiato fotografia a San Pietroburgo.
Rimangono sconosciuti i motivi che portarono Hoeg a trasferirsi in Finlandia, così come molti altri dettagli della relazione con Bolette Berg (1872-1944). Si può supporre che abbia appreso del movimento delle donne in Finlandia, a Ekenäs, sull'esempio di Vera Hjelt (1857–1947), che partecipava a comunità esclusivamente femminili sia di tipo universitario o dove si poteva apprendere un mestiere.
In Finlandia, ha incontrato la sua futura collaboratrice e compagna di vita, Bolette Berg, di cinque anni più giovane, anche lei all'epoca apprendista fotografa, figlia di un prete. Nel 1895 fondarono la società fotografica Berg & Høeg Fotoatelier a Horten in Norvegia.
In Norvegia, già dal 1860, le donne potevano svolgere un lavoro fuori casa e la fotografia poteva essere considerata un nuovo lavoro dignitoso. Peraltro, secondo una stima, nel 1910 si contavano ben 118 fotografe indipendenti nel paese, anche se molte altre preferivano essere "protette" dal nome del marito.
Høeg aveva i capelli corti ed era bassa di statura mentre la sua compagna Berg era più alta. A Horten, un trafficato porto navale, vivevano scattando carte de visite, fotografie di paesaggi e occasionalmente le navi in transito. Nella provincia norvegese, tra la fine dell'Ottocento e l'inizio del Novecento, il ritratto andava ancora molto di moda. Høeg e Berg si trasferirono a Christiania (diventata poi Oslo) nel 1903 e continuarono a lavorare come fotografe professioniste, principalmente con cartoline panoramiche, carte de visite e riproduzioni di opere d'arte. Le due fondarono inoltre la casa editrice "Berg og Høghs Kunstforlag AS" che pubblicò in due volumi il libro Norske Kvinder nel 1914, cui dieci anni dopo seguì un terzo, che trattavano il tema della storia delle donne norvegesi, oltre a cartoline, riviste d'arte e presentazioni di mostre.
In un periodo di scarsa visibilità LGBTQ, le due donne comprarono una fattoria e conservarono i loro negativi su vetro nel fienile, in una grande scatola, dove queste immagini vennero ritrovate negli anni '80, dopo la morte delle due. Si trattava di 440 negativi, di cui circa 40 contrassegnati come "privati", successivamente acquisiti e parte della collezione del Museo Preus a Horten.

## Le foto "private"

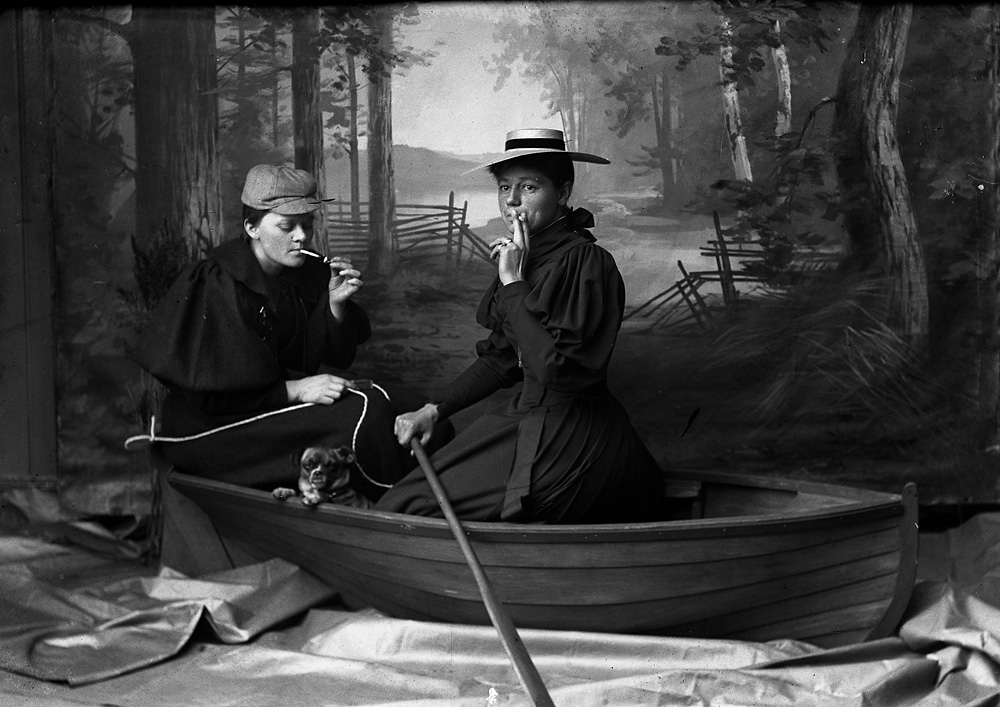
Maria Hoeg e Bolette Berg in barca, 1895-1903

In queste immagini che probabilmente non volevano rendere pubbliche, c'è gioia e gioco nell'interazione tra le due donne quando scattarono le foto, giocando con la fotocamera e con i ruoli di genere. Probabilmente i loro contemporanei non avrebbero apprezzato queste fotografie, anche se desideravano l’uguaglianza tra i sessi, parificando i diritti sociali e le possibilità anche per le donne, e difficile che fossero in grado di percepire il valore "sociale" che queste fotografie avrebbero potuto avere anche in seguito. Il fatto che in queste immagini ci siano scambi di ruoli, di abiti e di atteggiamenti appare indubbio che esse abbiano una visione e un messaggio sull'uguaglianza tra i sessi, come sostiene Brit Stuksrud.
Le immagini appaiono come un gioco queer, certo sovversive per l'epoca, piuttosto diverse dai ritratti in studio che di solito le due donne eseguivano su commissione o anche i paesaggi che ritraevano sia quando erano in Finlandia che in Norvegia. Le loro foto "private" ritraggono Marie, Bolette e i loro amici mentre giocano e trasgrediscono il loro genere sessuale e i ruoli socialmente accettati all'epoca. Nelle foto compare Marie androgina con i suoi capelli corti, sigaretta in bocca, baffi e vestita da uomo oppure a braccetto ad un imitatore femminile. In un'altra ancora, Marie e Bolette sono sedute in posa su una barca, anche se la foto è fatta appositamente in studio, o giocando a carte, bevendo alcolici e fumando sigarette tra amiche. Queste fotografie, ormai antiche, realizzate tra il 1895 e probabilmente il 1903 conservano un'atmosfera molto contemporanea.
Vale la pena considerare che sia Marie che Bolette vissero ancora diversi anni dopo la creazione di queste immagini. Avrebbero potuto decidere di condividerle o di distruggerle, ma non fecero né l'una né l'altra cosa.

## La causa del suffragio femminile
Poco dopo l'arrivo delle due fotografe a Horten, Marie iniziò a creare l'atmosfera per fondare la prima associazione di dibattito sociale femminile del paese. Tra le prime ad essere invogliate e che si lasciarono trasportare dalle nuove idee di uguaglianza, senz'altro le donne più intraprendenti del paese, che aderirono ci furono le mogli dei politici locali, le insegnanti e il dentista della città. Nonostante gli sforzi e le paure delle donne, la politica era considerata estremamente poco femminile e riservata agli uomini e non mancavano mariti e padri più che felici di proteggere mogli e figlie da questo tipo di “cattiva” influenza.
Questa prima associazione fu chiamata "Den Selskabelige Diskussionsforening". Hoeg contribuì a fondare anche altre associazioni come "Horten Ledd av Landskvinnestemmerettforeningen" per il diritto al voto delle donne, "Horten Kvinneråd tilknyttet Norske Kvinners Nasjonalråd", un ramo del Consiglio nazionale delle Donne norvegesi, "Horten Tuberkuloseforening" l'associazione dei tubercolosi di Horten, spesso usando il proprio studio per le riunioni. Per quanto attiene il suffragio femminile, Hoeg ebbe stretti legami con le fondatrici del movimento nazionale Gina Krog e Fredrikke Marie Qvam, di cui quest'ultima fu presidente. Il suffragio universale fu approvato in Norvegia nel 1913.

## Eredità
Nel 1996, nel centenario della fondazione dell'associazione della Hoeg, il Museo Preus di fotografia di Horten organizzò una mostra dedicata a Marie Høeg con la presentazione di parte delle foto ritrovate negli anni '80, che furono persino oggetto di articoli scientifici. In un paio di foto compare anche il fratello maggiore di Marie, Piotr, nato nel 1859, che indossa un vestito e un cappello da donna.
Il fotografo finlandese Vidar Lindqvist ha organizzato nel 2012 una mostra temporanea di vecchie fotografie di Ekenäs collocandole in un locale che chiamò Galleria Marie in onore della Hoeg.
Due anni dopo fu promossa a Los Angeles la mostra Marie Høeg Meets Klara Lidén. Per la prima volta le foto di Høeg & Berg sono state esposte fuori dalla Scandinavia e sono state inoltre confrontate con le opere dell'artista svedese contemporanea Klara Lidén, nata nel 1979.
In occasione del cinquantesimo anniversario della depenalizzazione dell'omosessualità in Norvegia, il Museo Preus ha promosso nel 2022 la mostra queer Over the Raimbow, per la curatela di Hilde Herming, con le foto di Marie Høeg e Bolette Berg, ricordandole sia come attiviste che fotografe per i diritti delle donne ed utilizzando l'incipit di uno scritto di Gabriel Garcia Marquez: "Ognuno di noi ha tre vite: una vita pubblica, una vita privata e una vita segreta".
Più recentemente le foto di Hoeg e Berg hanno preso parte alla mostra Like a Whirlwind presso l'importante festival internazionale PhotoESPAÑA, in programma fino al 24 agosto 2023 a Madrid.

## Galleria d'immagini

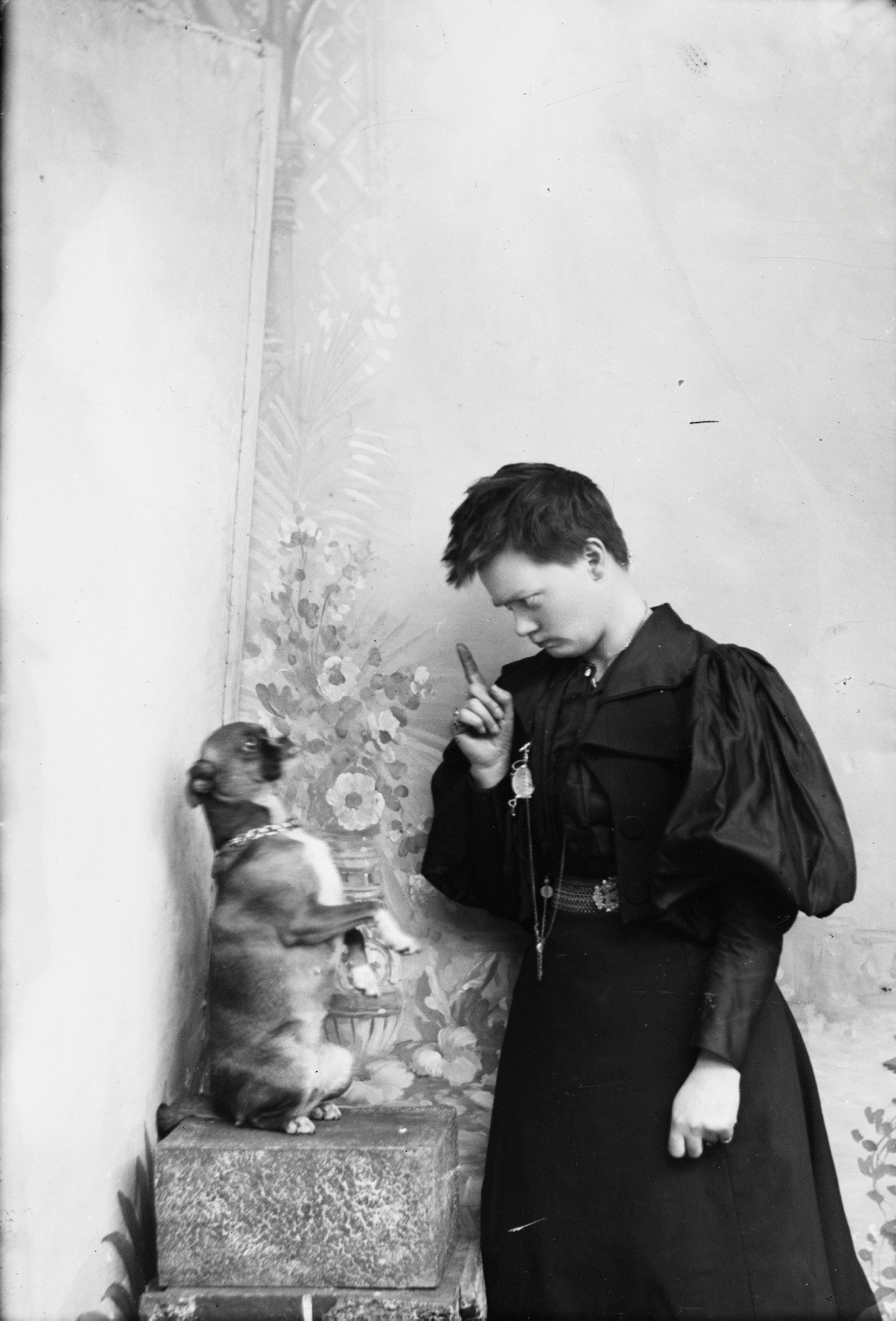
Marie Hoeg rimprovera il cane Tuss
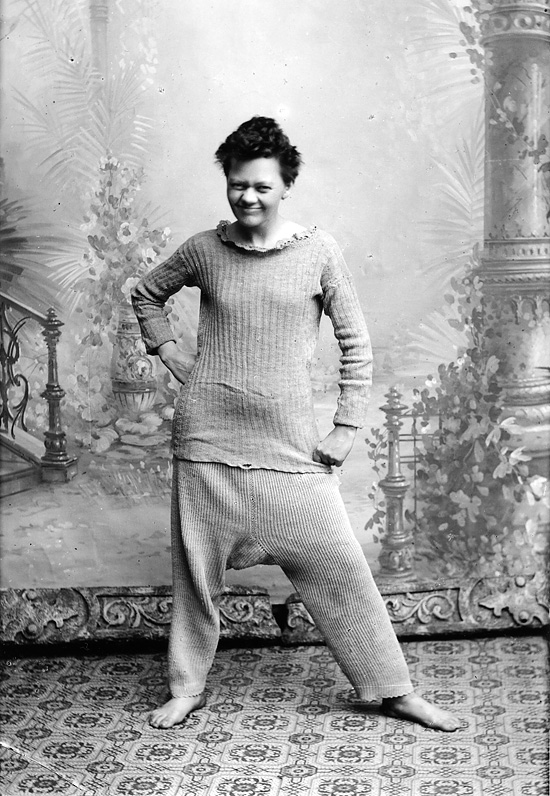
Marie con biancheria intima
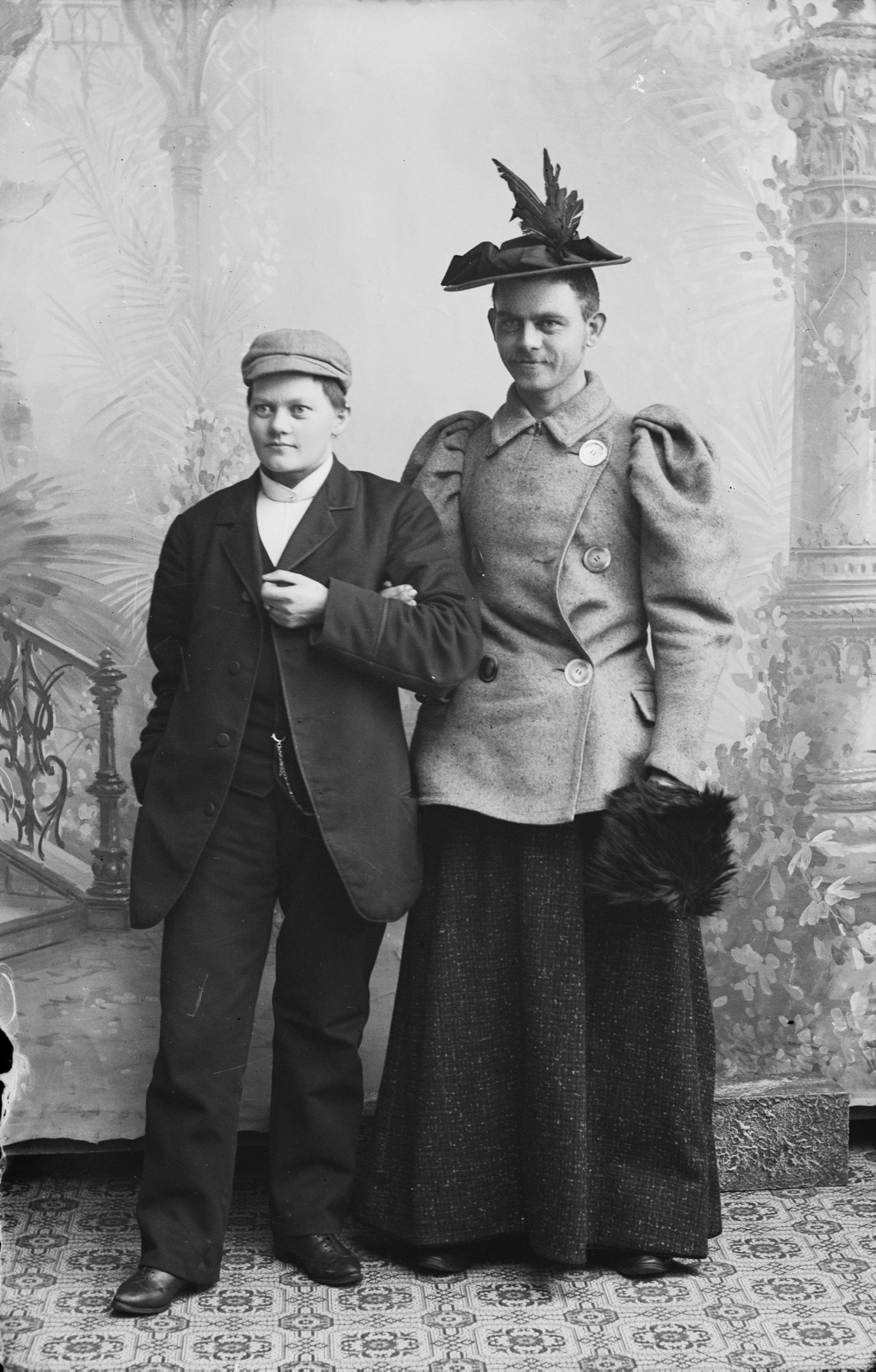
Marie Hoeg con il fratello Piotr, vestito da donna
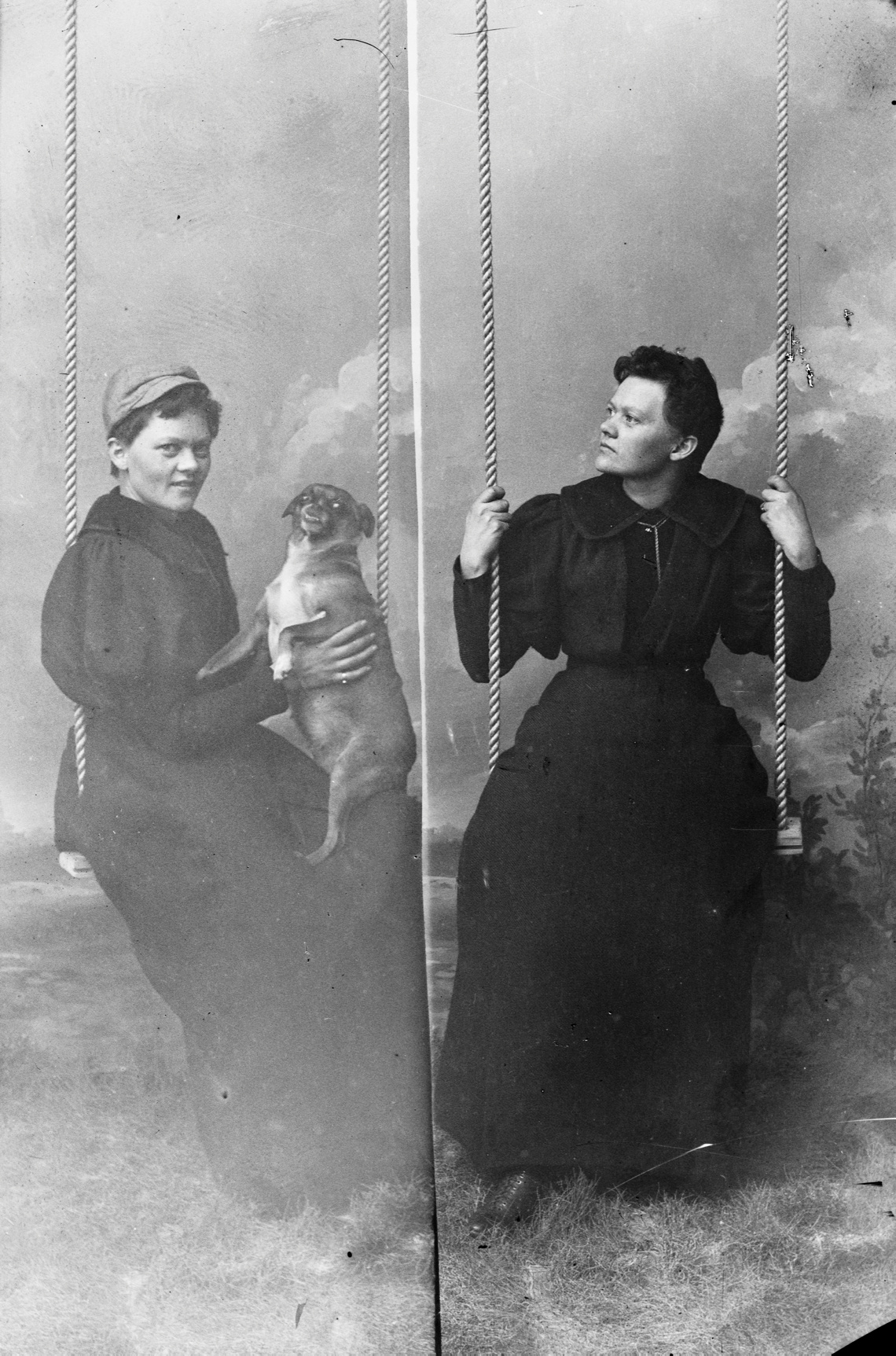
Marie Hoeg su un altalena con il cane Tuss
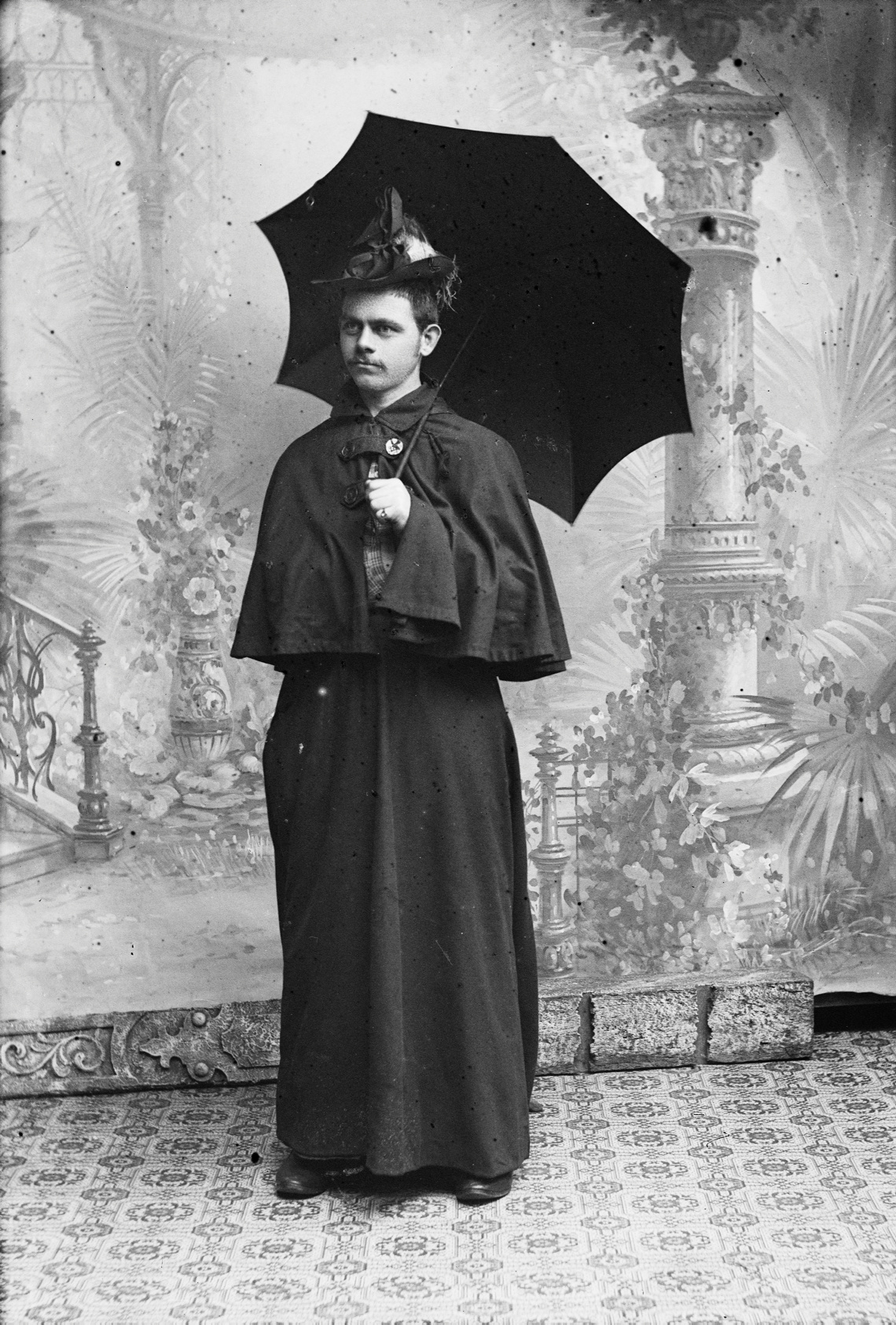
Sconosciuto in abiti femminili
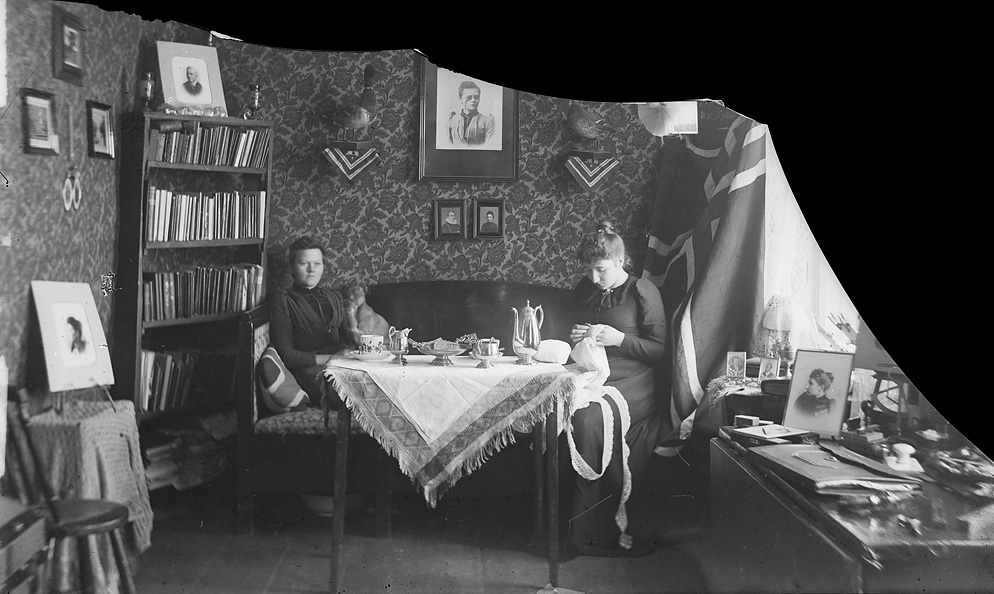
Maria e Bolette sul divano
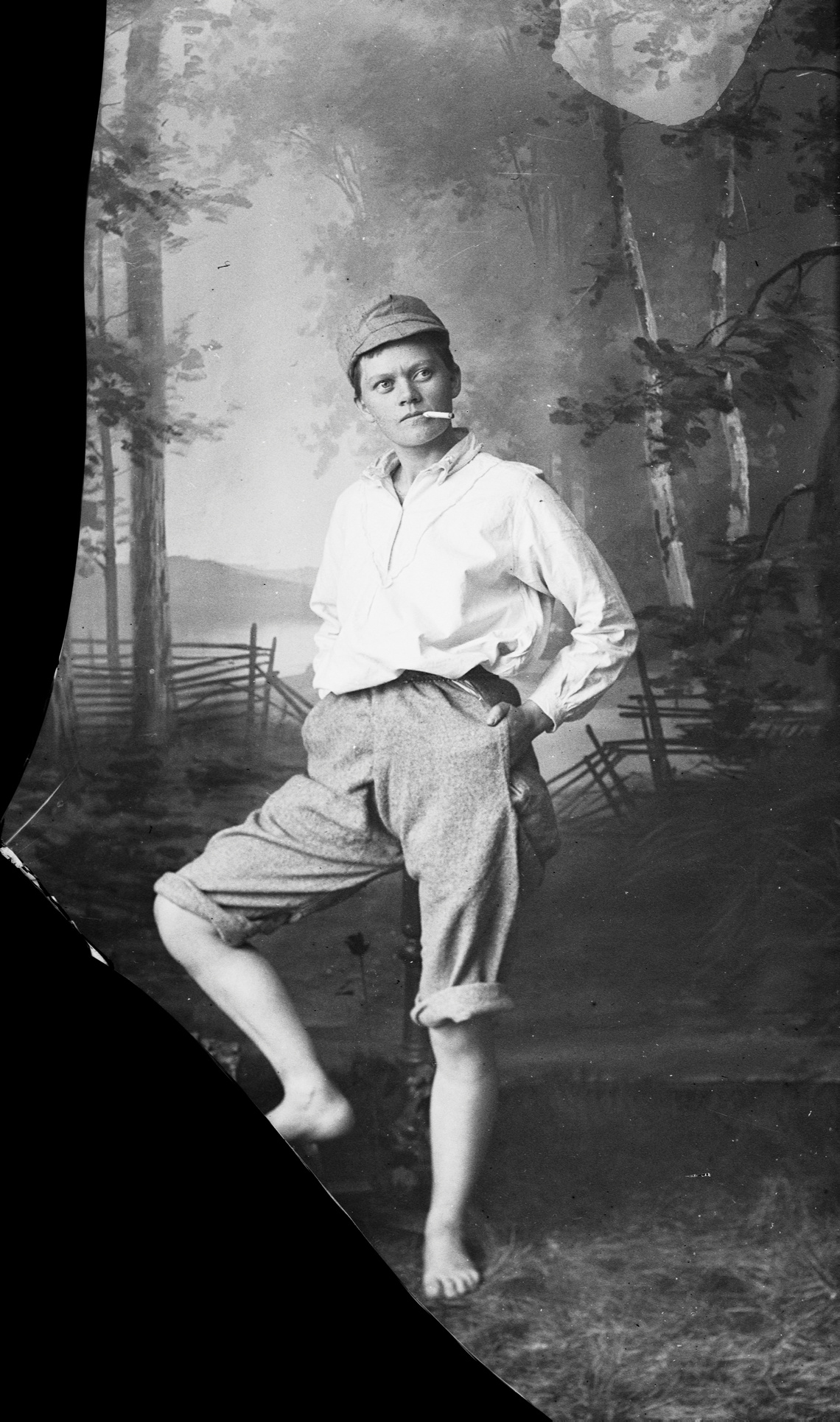
Marie vestita come un ragazzo e con la sigaretta
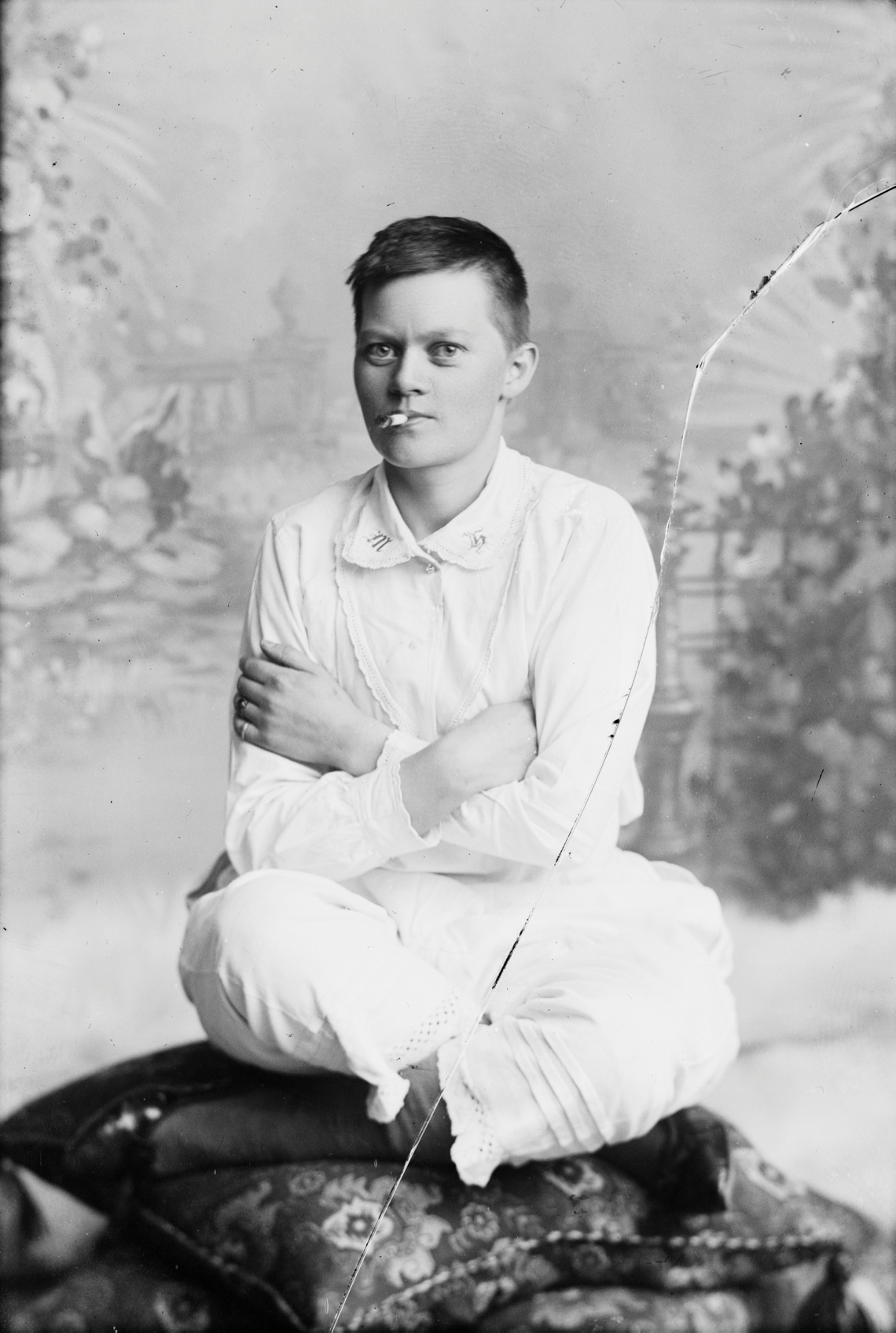
Marie in biancheria con le iniziali sul colletto della camicia
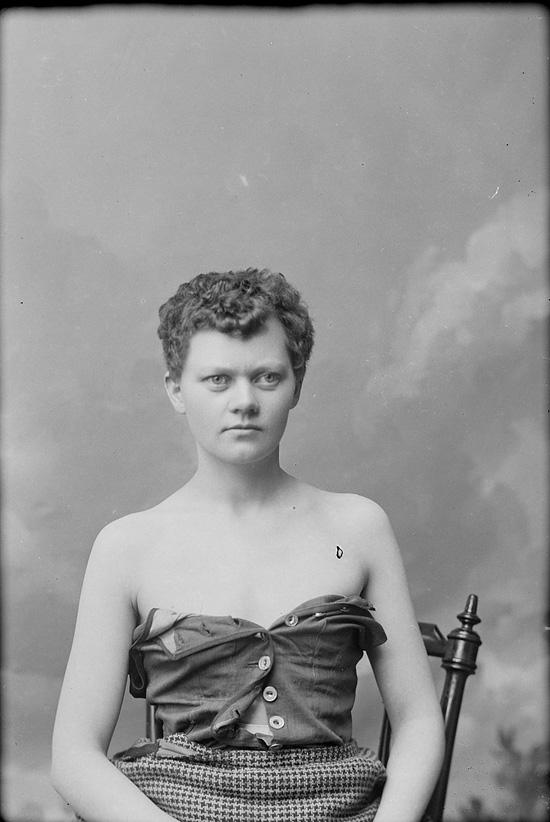
Marie in costume e con le spalle scoperte